# 소닉 더 헤지호그 3

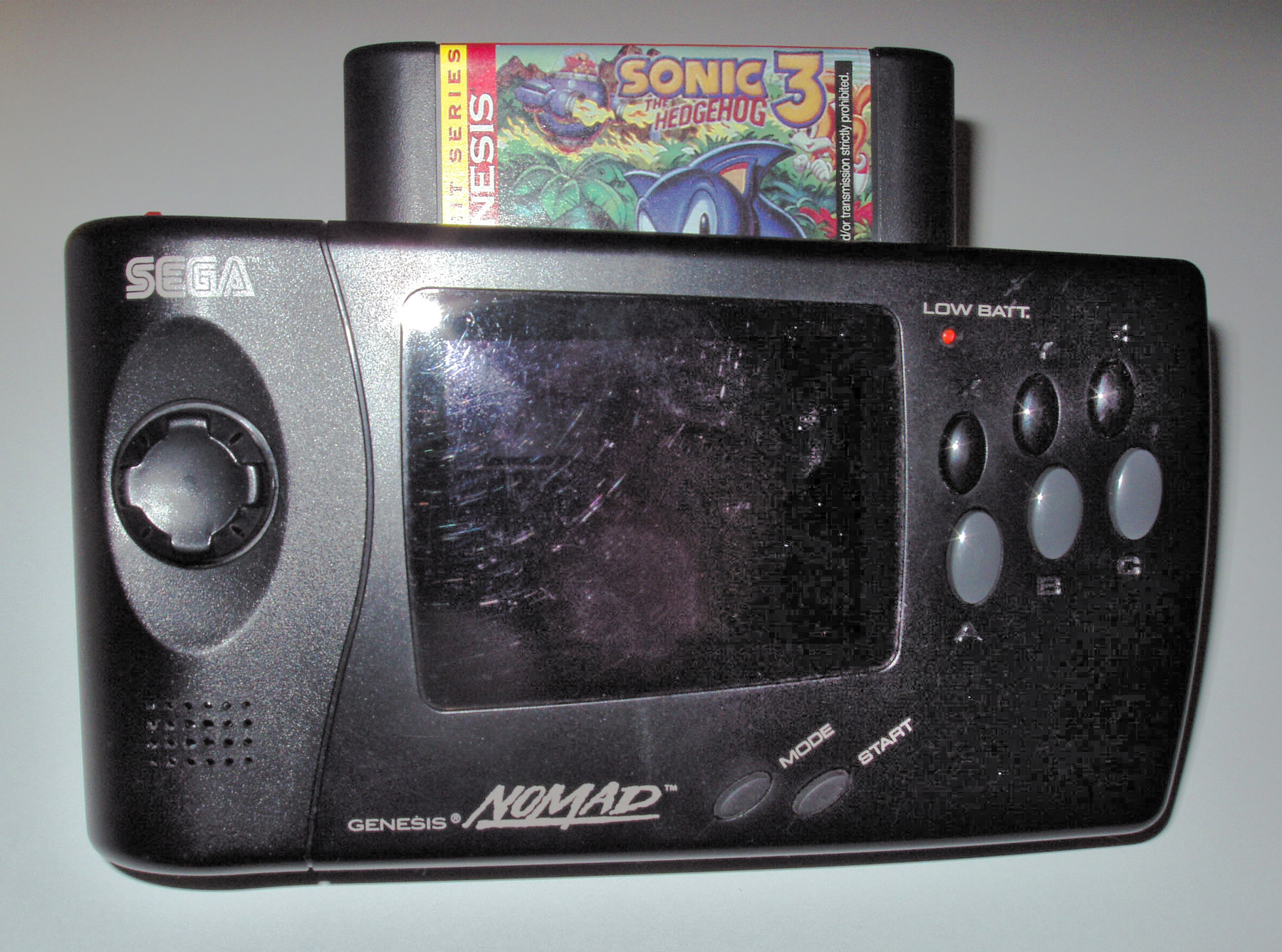
소닉 3가 꽂힌 노매드

《소닉 더 헤지호그 3》(Sonic the Hedgehog 3)는 1994년 2월 2일 소닉 팀이 개발하고 세가에서 출판한 플랫포머 비디오 게임이다. 북미와 브라질, 그리고 5일후 대한민국에서 먼저 출시하였다. 너클즈 디 에키드나라는 새로운 캐릭터가 등장하였으며, 소닉 & 너클즈와 연동이 가능하다.
1994년 2월 2일 북미와 브라질에 2월 7일 대한민국에 2월 22일 유럽과 호주에 메가드라이브로 출시되었고 일본에는 자그마치 무려 3개월 뒤인 5월 27일 발매되었다.
스테이지는 각각 2 액트로 이루어져 있고, 소닉 더 헤지호그 (캐릭터)와 마일즈 테일즈 프라우어, 너클즈 디 에키드나로 플레이 할 수 있다.

## 게임 정보
이전작인 소닉 더 헤지호그 2와는 다르게,점프를 2번 하면 뾰족한 가시 공격을 합니다
. 소닉 더 헤지호그의 경우, 아무 배리어도 없을 때 점프 후에 다시 점프를 누르면 순간적으로 빠르게 회전하여 돌풍을 만들어내는 이른바 '인스타 쉴드'를 쓸 수 있다. 이를 사용하면 잠시 공격 범위가 살짝 넓어진다. 다만 배리어를 장비하고 있을 경우에는, 배리어의 종류에 따라 서로 다른 공중 동작을 취할 수 있으며, 대표적으로 불꽃 배리어나 물 배리어, 또는 번개 배리어를 착용할 수 있다. 배리어를 통하여 각 환경에 대응할 수 있는 능력을 갖추고 있다.
마일즈 테일즈 프라우어로 플레이할 때는 배리어의 공중 동작은 사용할 수 없지만 프로펠러 비행으로 날 수 있다. 다만 여기에는 시간 제한이 있어서 약 8초 동안 날면 지쳐서 떨어진다. 소닉과 테일즈를 선택사항으로 2인 플레이할 경우, 테일즈가 소닉을 붙잡고 날 수도 있다. 또한 꼬리가 회전하는 부분에 공격 판정이 있다. 다만, 1인 플레이에서는 오직 카니발 나이트 존과 마블 가든 존 일부에서만 테일즈가 소닉을 붙잡고 자동으로 날 수 있다.
소닉으로 플레이하면서 카오스 에메랄드를 다 모았을 경우 전작과 마찬가지로 슈퍼 소닉으로 변신할 수 있으며 대신 배리어를 장비하고 있을 경우 슈퍼화가 불가능하다. 또한 게임 극초반 부에 소닉이 슈퍼화 되는 것을 볼 수 있는데, 이때 비행기 '토네이도'의 별 부분이 노란색으로 반짝이는 경우가 있다.
각 존 마다 각각의 체크 포인트가 있으며, 이는 게임의 세이브기능이다.
각 보너스 스테이지 에서는 사탕기계 같은 모양의 보너스 스테이지와 흰 배경의 판에서 자기장을 이용한 보너스 스테이지를 차용하였으며, 록온 기술을 이용하면 오직 슬롯머신 모양의 보너스 스테이지 밖에는 보너스 스테이지가 없다.
액트의 보스에서 이기면 커다란 패널이 나오는데, 그것이 땅에 닿기 전에 스핀대시로 그것을 밀어주면 아이템 박스가 나오게 되며, 아이템 박스를 민 상태로 점수를 매길 시 소닉 또는 테일즈가 옆에서 걸어 나오는 것을 볼 수 있다.
각종 종류로 액트 셀렉트와 디버그 모드가 가능한데, 디버그 모드에서는 S 모양의 슈퍼화 아이템 박스가 나오며, 이는 실제 게임에서 사용되지 아니하였다.

## 음원
각각의 존에서는 각 음원이 설정되어 있으며, 마이클 잭슨이 이 노래에 참가하였으나 그의 이름은 스탭 롤에 적히지 않았다. 그 대신 마이클 잭슨의 음악 멤버이자 프로듀서인 브래드 벅서(Brad Buxer)가 참여하여 크레딧에 실려져있다. 또한 PC합본판인 소닉 앤 너클즈 컬렉션에는 카니발 나이트, 아이스 캡존, 런치 베이스등 일부 음원들도 바뀌었다. 또한 폴더에 수록된 소닉 스크린 세이버(Sonic Screen Saver)에서도 BGM 목록에 삭제되었다.
대전 모드에서의 "Endless Mine"이 소닉 어드벤처 2의 첫 스테이지인 '시티 이스케이프에 다시 리믹스 되었다.

## 평가
| 평가 |                                                  |
| --- | ------------------------------------------------ |
| 통합 점수 통합사 점수 게임랭킹스 89% (Genesis) (5 reviews) [ 1 ] 78% (X360) (6 reviews) [ 2 ] 메타크리틱 79% (X360) (6 reviews) [ 3 ] 평론 점수 평론사 점수 CVG 94% (Genesis) [ 4 ] EGM 38/40 (Genesis) [ 5 ] 유로게이머 8/10 (X360) [ 6 ] 게임스팟 8/10 (Wii) [ 7 ] 하이퍼 90% (Genesis) [ 8 ] IGN 9/10 (Wii) [ 9 ] 닌텐도 라이프 8/10 (Wii) [ 10 ] PALGN 7/10 (X360) [ 11 ] Mean Machines 94% (Genesis) [ 12 ] Sega Magazine 95% (Genesis) [ 13 ] Sega Power 90% (Genesis) [ 14 ] |                                                  |
| 통합 점수 |                                                  |
| 통합사 | 점수                                             |
| 게임랭킹스 | 89% (Genesis) (5 reviews) 78% (X360) (6 reviews) |
| 메타크리틱 | 79% (X360) (6 reviews)                           |
| 평론 점수 |                                                  |
| 평론사 | 점수                                             |
| CVG | 94% (Genesis)                                    |
| EGM | 38/40 (Genesis)                                  |
| 유로게이머 | 8/10 (X360)                                      |
| 게임스팟 | 8/10 (Wii)                                       |
| 하이퍼 | 90% (Genesis)                                    |
| IGN | 9/10 (Wii)                                       |
| 닌텐도 라이프 | 8/10 (Wii)                                       |
| PALGN | 7/10 (X360)                                      |
| Mean Machines | 94% (Genesis)                                    |
| Sega Magazine | 95% (Genesis)                                    |
| Sega Power | 90% (Genesis)                                    |